# Bourg-Charente
Bourg-Charente é uma comuna francesa na região administrativa da Nova Aquitânia, no departamento de Charente. Estende-se por uma área de 12,02 km². Em 2010 a comuna tinha 915 habitantes (densidade: 76,1 hab./km²).